# 鹿児島市警察
鹿児島市警察（かごしましけいさつ）は、かつて存在した鹿児島県鹿児島市の自治体警察。
旧警察法に基づき市町村公安委員会である鹿児島市公安委員会の管理を受けた。

## 概要
従来の鹿児島県警察部が解体され、1948年（昭和23年）3月7日、山下町に鹿児島市警察署が設置された。1950年（昭和25年）4月1日に警察署の庁舎を新屋敷町に移転した。同年10月1日には、国家地方警察の鹿児島地区警察署の管轄区域である鹿児島郡東桜島村、市町村警察である伊敷村警察署の管轄区域である鹿児島郡伊敷村が鹿児島市に編入され、2村の区域が管轄区域に含まれることとなった。
鹿児島県南部の諸島は戦後、アメリカ合衆国の統治下（1952年（昭和27年）までは北緯30度以南、1952年（昭和27年）から鹿児島市警察廃止までの期間は北緯29度以南）にあり、外国扱いされていたことから鹿児島港に上陸する当該地区住民の「不法入国」の取り締まりもしていた。
1954年（昭和29年）に新警察法が公布された。これにより国家地方警察と自治体警察が廃止され、新たに都道府県警察として鹿児島県警察が発足。鹿児島市警察も鹿児島県警察に統合され、姿を消した。

## 組織
1950年（昭和25年）時点の鹿児島市警察の組織は以下のとおりである。
- 総務部
  - 秘書企画課、経理課
- 警務部
  - 警務課、教養監察課
- 警備部
  - 警備課、交通保安課
- 刑事部
  - 捜査第一課、捜査第二課、鑑識統計課、青少年防犯課
- 警ら隊
  - 上町地区警ら隊、水上地区警ら隊、中央地区警ら隊、西地区警ら隊、鴨池地区警ら隊